# Sergueï Bebechko
Sergueï Vassilovitch Bebechko (en ukrainien : Сергі́й Васи́льович Бебе́шко, russe : Сергей Васильевич Бебешко, en anglais : Serhiy Bebeshko), le 29 février 1968 à Nova Kakhovka est un ancien joueur de handball soviétique puis ukrainien évoluant au poste de demi-centre.

## Biographie
Sergueï Bebechko commence sa carrière au SKA Minsk, place forte du handball dans la fin des années 1990 en URSS (2 titres de champion d'URSS en 1988 et 1989) et en Europe avec trois Coupe des clubs champions (1987, 1989 et 1990) et entre-temps, une Coupe des vainqueurs de coupe en 1988.
Vainqueur du Championnat du monde junior en 1989 avec l'URSS, il connait sa première sélection avec l'équipe nationale soviétique en 1990 et devient Champion olympique en 1992
Il a ensuite évolué de nombreuses saisons en Espagne, notamment à Ciudad Real lors de l'éclosion de l'équipe. Il rejoint ensuite la France et le Villeurbanne HBA entre 2002 et 2004, puis à 36 ans, il rejoint le Saint-Cyr Touraine en Nationale 1 afin d'aider le club dans son développement.
Dès 2000, il commence à se reconvertir en entraîneur, en devenant tout d'abord entraineur adjoint de l'ADC Ciudad Real puis Entraîneur-joueur à l'EBIDEM Melilla. À la fin de sa carrière sportive, il retourne en Espagne et devient entraîneur principal du BM Huesca puis BM Toledo. Puis il prend la direction en 2009 de la Biélorussie et du HC Dinamo Minsk, club sans rival en Biélorussie. Mais d'importantes difficultés financières voient le jour en 2013 et il devient alors l'entraîneur du HC Motor Zaporijia, mais est limogé en décembre 2014. À l'été 2015, le HC Meshkov Brest, nouvelle place forte du handball biélorusse, est sous nouveau point de chute.
En 2018, il est remplacé par Manolo Cadenas à la tête du HC Meshkov Brest puis est nommé sélectionneur de l'Ukraine.

## Palmarès de joueur

### Sélection nationale
Jeux olympiques
-  Médaille d'or aux Jeux olympiques de 1992 à Barcelone,  Espagne

Autres
-  Médaille d'or au Championnat du monde junior en 1989

### En club
Compétitions internationales
- Vainqueur de la Coupe des clubs champions (3) : 1987, 1989, 1990 (avec SKA Minsk)
- Vainqueur de la Coupe des vainqueurs de coupe (1) : 1988 (avec SKA Minsk)
- Finaliste de la Coupe des Villes en 1999 (avec ADC Ciudad Real)

Compétitions nationales
- Championnat d'Union soviétique (2) : 1988, 1989 (avec SKA Minsk)

## Palmarès d’entraîneur
- Vainqueur du Championnat d'Ukraine (3) : 2014
- Vainqueur du Championnat de Biélorussie (7) : 2010, 2011, 2012, 2013, 2016, 2017, 2018
- Vainqueur de la Coupe de Biélorussie (3) : 2016, 2017, 2018